# جیمی کلیف
جیمی کلیف (به انگلیسی: Jimmy Cliff) (زاده ۱ آوریل ۱۹۴۸) بازیگر و
خواننده رگی جامائیکایی است.
از فیلم‌های معروف او می‌توان به بازی در فیلم باشگاه بهشت اشاره کرد.